# Лутченко Володимир Якович
Володимир Якович Лутченко (рос. Владимир Яковлевич Лутченко; нар. 2 січня 1949, Раменське, Московська область, СРСР) — радянський хокеїст, захисник. Олімпійський чемпіон.

## Біографія
Один з найкращих захисників в історії радянського та російського хокею виступав за московський ЦСКА (1966–1981). У складі столичного армійського клуба десять разів здобував золоті нагороди у чемпіонатах країни. Чотири рази був срібним призером чемпіонатів СРСР. Всього в чемпіонаті провів 459 матчів та забив 59 голів. Шість разів перемагав у кубку СРСР та дев'ять — у кубку європейських чемпіонів. В фіналах єврокубків забив п'ять голів. За результатами сезону обирався до символічної збірної.
У складі національної збірної був учасником двох Олімпіад (1972, 1976). На цих турнірах збірна СРСР була найсильнішою.
Восьмиразовий чемпіон світу; другий призер 1972, 1976; третій призер 1977. На чемпіонатах Європи — сім золотих, дві срібні та дві бронзові нагороди. Був учасником суперсерій СРСР — Канада (НХЛ) 1972 та СРСР — Канада (ВХЛ) 1974 (всього 16 матчів). Три матчі провів на першому розіграші кубка Канади 1976.
У складі головної команди країни виступав протягом чотирнадцяти років. На Олімпійських іграх та чемпіонатах світу провів 114 поєдинків (11 закинутих шайб), а всього у складі збірної СРСР — 281 матч (34 голи).
По завершенні кар'єри гравця був директором хокейної школи ЦСКА. Потім працював у фарм-клубі «Спартака». З 1997 року мешкає у Бостоні (США).

## Державні нагороди та почесні звання
- 1970 — Заслужений майстер спорту СРСР
- 1972 — Медаль «За трудову доблесть»
- 1975 — Орден «Знак Пошани»
- 1978 — Орден Трудового Червоного Прапора
- 1996 — Орден Пошани
- 2011 — Орден «За заслуги перед Вітчизною» IV ступеня[1]

## Спортивні досягнення
- Олімпійський чемпіон (2): 1972, 1976
- Чемпіон світу (8): 1969, 1970, 1971, 1973, 1974, 1975, 1978, 1979
- Срібний призер чемпіонату світу (2): 1972, 1976
- Бронзовий призер чемпіонату світу (1): 1977
- Чемпіон Європи (7): 1969, 1970, 1973, 1974, 1975, 1978, 1979
- Срібний призер чемпіонату Європи (2): 1971, 1972
- Бронзовий призер чемпіонату Європи (2): 1976, 1977
- Володар кубка європейських чемпіонів (9): 1969, 1970, 1971, 1972, 1973, 1974, 1976, 1978, 1979
- Чемпіон СРСР (10): 1968, 1970, 1971, 1972, 1973, 1975, 1977, 1978, 1979, 1980
- Срібний призер чемпіонату СРСР (4): 1967, 1969, 1974, 1976
- Володар кубка СРСР (6): 1967, 1968, 1969, 1973, 1977, 1979
- Фіналіст кубка СРСР (1): 1976